# Barnabé de Veyrier
Charles-Étienne Barnabé de Veyrier né le 30 janvier 1755 à Boucq (Lorraine) et mort le 30 janvier 1845 à Saint-Julien-du-Sault (Yonne), est un magistrat français du XIXe siècle.

## Biographie
Après des études de droit, il part pour Saint-Domingue pendant la première révolution. Substitut du roi en la sénéchaussée de Saint-Louis à Saint-Domingue puis curateur aux successions vacantes de la sénéchaussée du Cap. L'insurrection de la population l'a forcé de fuir.   
Les Anglais s'emparent du vaisseau qui le ramenait en France. Après une captivité assez dure, les Anglais le libèrent en février 1795, mais gardent la fortune qu'il avait emportée avec lui. 
Sans argent, il s’installe à Saint-Julien-du-Sault, dans l’Yonne, et devient chef de la faction jacobine en 1795, puis président du tribunal criminel de l’Yonne à Auxerre, le 26 germinal de l'an VI (15 avril 1799). 
Établi au tribunal d'Auxerre, il prête le serment républicain du 10 mars 1796 : « Je jure haine à la royauté, attachement et fidélité à la République et à la Constitution de l'an III » en vertu duquel il refuse le coup d'État du 18 brumaire. 
Déféré aux Commissions législatives, il est accusé de faire acte d'opposition et d'indépendance  et le premier consul Bonaparte l'exile à Orléans. Ses biens sont mis sous séquestre avant de lui être restitués quelques mois plus tard et il s'installe comme agriculteur à Saint-Julien-du-Sault. 
Il est élu conseiller municipal en 1816 et les Bourbons à leur retour lui redonnent la justice de paix. Conformément aux libéraux qui adhérent aux sociétés secrètes, il rejoint la loge maçonnique de Villeneuve-sur-Yonne.
En 1822, il est à nouveau destitué par les Bourbons pour être allé réconforter en prison l’avoué Lecomte de Joigny accusé de conspirer contre le gouvernement. N'ayant pas réussi à être réintégré il redevient à 70 ans juge de paix, puisque le roi Louis-Philippe lui rend son siège local à la révolution de Juillet en 1830 dite les Trois Glorieuses. Il est élu, jusqu'en 1844, par les saltusiens au premier tour de chaque élection municipale, seul républicain parmi les conseillers municipaux. 
Chargé de l'agencement du nouveau cimetière, il se choisit une place au bout de l'allée centrale face à la grille d'entrée où il est enterré depuis 1845. 

## Sources bibliographiques
- Les Mystères de l'Yonne, chapitre V : « Barnabé, petit juge contre Bonaparte ». Jean-Pierre Fontaine, Nathalie Marx, Éditions de Borée, 2005, 430 p.  (ISBN 2844943519)

- Revue française d'histoire d'outre mer 1793-an V. Barnabé de Veyrier

- Annales de Bourgogne : revue historique, Volume 78 de Barnabé de Veyrier Charles-Étienne, Centre d'études bourguignonnes, Dijon - 2006

- Les Amis du patrimoine napoléonien Barnabe-de-veyrier-ch-magistrat-st-julien-du-sault-89

- Rapport sur la situation économique du Canton de Saint Julien-du-Sault au 15 décembre 1832